# Аксу (Шал-акина район)
Аксу́ (каз. Ақсу) — село у складі району Шал-акина Північноказахстанської області Казахстану. Входить до складу Новопокровського сільського округу, раніше входило до складу ліквідованої Єнбецької сільської ради.
Населення — 160 осіб (2021; 239 у 2009, 311 у 1999, 346 у 1989).
Національний склад станом на 1989 рік:
- казахи — 100 %.